# 梶原萌心
梶原 萌心（かじわら もえな）は、日本の子役。劇団ひまわり所属。

## 出演

### テレビ番組
- 「ドゲンジャーズ」第3期

### ラジオドラマ
- FMシアター（NHK-FM）
  - 『ふしぎの国のハイサイ食堂』（2021年5月15日）[2] - 長嶺さくら子 役

### 声優
- 「おのだサンパークCM」ナレーション
- 「ほっともっと ドラえもんランチ」

### WEB
- YKK AP クリエイターズワークス 「ふたりのDictionary」